# Нарочская операция
На́рочская опера́ция — наступление русских войск на Восточном фронте Первой мировой войны в марте 1916 года на северо-западе Российской империи (ныне — территория Беларуси); названа по самому крупному озеру региона — Нарочь, хотя боевые действия велись и южнее, и севернее этого озера. Главная цель наступления — ослабить натиск германской армии на Верден.

## Стороны перед сражением
К началу кампании 1916 года стратегическое планирование русского Верховного командования в значительной мере определялось общекоалиционным планом, определённым на ноябрьской конференции Антанты 1915 года в Шантильи.
11 февраля 1916 года на совещании высшего командного состава Действующей армии в Ставке Верховного главнокомандующего были определены контуры нанесения главного удара в ходе летней кампании года. Предполагалось, что этот удар должен был наноситься усилиями двух фронтов — левым флангом Северного и правым флангом Западного.
Совместные действия союзных сил в виде общего наступления должны были начаться весной-летом 1916 года, когда климатические условия позволят наступать на Восточном фронте в России. Но крупномасштабное наступление кайзеровских дивизий под Верденом спутало союзникам стратегические карты.
После начала немецкого наступления под Верденом главнокомандующий французской армией Жозеф Жоффр обратился к русскому командованию с просьбой нанести по немцам отвлекающий удар. Также к русским союзникам обратился с письмом генерал Поль По, французский представитель при Царской Ставке. Французский посол в России Морис Палеолог с императором Николаем II просматривал агитационный фильм про храбрость защитников Вердена. Российское командование, идя навстречу просьбе своего союзника, решило до начала общего наступления армий Антанты, намеченного на май 1916 года, провести в марте наступательную операцию на северном крыле Западного фронта.

Генерал Василий Гурко в своих мемуарах написал следующее: 
«Наше наступление в марте 1916 года было предпринято ввиду настойчивых просьб французской Главной квартиры, которая стремилась обеспечить для своей армии некоторое облегчение при защите подступов к Вердену».
24 февраля в Ставке состоялось совещание по оперативным вопросам. На нём Западному фронту (главнокомандующий — генерал от инфантерии А. Е. Эверт) была поставлена задача нанести сильный удар по германским армиям, собрав для этого возможно большие силы. Западный фронт должен был действовать в плотном взаимодействии с Северным.
При благоприятном развитии Нарочского наступления намечалось достичь линии Митава — Бауск — Вилькомир — Вильно. Ближайшими целями были Новоалександровск, Свенцяны и Дукшты. Таким образом, противника предполагалось выбить с территории западных русских губерний обратно в Восточную Пруссию.

## План наступления
Ещё в январе главнокомандующий русским Западным фронтом генерал А. Е. Эверт предполагал необходимость удара по немцам, в случае их наступления во Франции. Он писал начальнику штаба Верховного главнокомандующего генералу М. В. Алексееву: «Признаю крайне желательным наступление, если таковое будет решено, произвести до наступления весны, когда озёра, реки и болота скованы льдом». Однако Ставка не спешила с разработкой плана наступления.
Только 24 февраля 1916 года состоялось совещание главнокомандующих фронтами для выработки плана наступательных операций. В итоге подготовка к операции велась в сжатые сроки, что привело к катастрофической нехватке артиллерийских снарядов у русских: 107-мм пушки и 152-мм гаубицы имели по 50 выстрелов на день, 122-мм — по 100, 76,2-мм — по 200. К началу операции была доставлена лишь половина этих боекомплектов. Все подчинённые корпуса 2-й армии, кроме XXXVI, имели некомплект оружия (винтовок не имели 23 807 солдат).
Позднее начало операции также привело к тому, что наступление пришлось осуществлять в крайне тяжёлых погодных условиях: сильные оттепели чередовались с ночными морозами, мокрый снег — с дождём, что превращало озёрный болотистый край, в котором предстояло действовать войскам, в практически непроходимую местность.
По замыслу операции Западный фронт (генерал от инфантерии А. Е. Эверт) наносил главный удар силами 2-й армии (генерал от инфантерии А. Ф. Рагоза) из района севернее и южнее оз. Нарочь в общем направлении на Свенцяны (ныне — Швенчёнис, Литва) — Вилькомир (ныне — Укмерге, Литва); Северный фронт (генерал от инфантерии А. Н. Куропаткин) силами 5-й армии (генерал-лейтенант В. И. Ромейко-Гурко) из района Якобштадта (ныне — Екабпилс, Латвия) на Поневеж.
Намечались и вспомогательные удары: войсками 12-й армии Северного фронта генерала от инфантерии В. Н. Горбатовского в направлении на Бауск (ныне — Бауска, Латвия); войсками 10-й армии Западного фронта (генерал от инфантерии Е. А. Радкевич) — на Вильно и 1-й армии того же фронта (генерал от кавалерии А. И. Литвинов) — на Дукшты (ныне Дукштас, Литва).
Наступление войск Западного фронта планировалось начать 18 марта, а войск Северного фронта — 19 марта.
Силы 2-й армии Западного фронта, наступавшей на фронте 60 км и состоявшей из 10 армейских и одного кавалерийского корпуса, были разделены на три группы: две ударные (северную и южную) и центральную (сковывающую). Северной группе приказывалось прорвать расположение противника на фронте р. Дисна, Поставы; и развивать дальнейшее наступление по обе стороны ж.д. Поставы-Свенцяны в общем направлении на Лынтупы, направив часть сил для удара во фланг войск противника, расположенных перед группой ген. Сирелиуса. В районе Лынтупы, северная группа должна была соединиться с южной ударной группой, наступавшей навстречу из района между озёрами Вишневское и Нарочь. Группе генерала Сирелиуса давалась второстепенная задача — атаковать противника на участке Черняты, Лотва с целью приковать его к своему фронту. С развитием успеха соседних групп войскам группы продвигаться в общем направлении на Лынтупы.

## Силы сторон

### Участок 2-й армии
Руководство главной ударной силой с русской стороны осуществлял уроженец Витебска и воспитанник Полоцкого кадетского корпуса генерал от инфантерии Александр Францевич Рагоза, который сменил заболевшего командующего 2-й армии, генерала от инфантерии В. В. Смирнова. Рагоза разделил вверенные ему войска на три группы:
- Северную (генерал от инфантерии Михаил Михайлович Плешков): I и XXVII армейские корпуса, I Сибирский армейский и VII кавалерийский корпуса.

Участок по фронту 20 км; в первой линии: I армейский и I сибирский корпуса — всего 91499 штыков, 1697 сабель, 144 лёгких и 116 тяжёлых орудий. На 1 км фронта: 4660 бойцов и 13 орудий. В резерве: XXVII армейский и VII кавалерийский корпуса;
- Центральную (генерал от инфантерии Сирелиус, Леонид-Отто Оттович): XXXIV армейский и IV Сибирский армейский корпуса.

Участок по фронту 15 км (исключая озёра); в первой линии: XXXIV армейский (без одной дивизии) и IV сибирский корпуса — всего 65 229 штыков, 1 092 сабли, 101 лёгкое и 12 тяжёлых орудий. На 1 км фронта: 4421 боец и 7,5 орудий;
- Южную (генерал от инфантерии Петр Семенович Балуев): V и XXXVI армейские корпуса, III Сибирский армейский корпус, Уральская казачья дивизия.

Участок по фронту 22 км; в первой линии: V и XXXVI армейские корпуса, III сибирский корпус только наблюдает проходы болотистого участка против оз. Слободское - всего 94 111 штыков, 1543 сабли, 153 лёгких и 66 тяжелых орудий. На 1 км фронта: 4802 бойца и 10 орудий.
Общая численность 2-й армии — 355 989 штыков, 16 943 сабли, 282 тяжёлых орудия, 605 лёгких орудий, 12 аэропланов.
Несколько иные данные по артиллерии приводит Е. З. Барсуков:
- Северная группа: 326 орудий, в том числе 76,2-мм пушек — 198, 122-мм гаубиц — 72, 152-мм пушек в 120 пуд. — 12, 107-мм пушек обр. 1910 г. — 12, 152-мм гаубиц — 32 (из них 20 крепостных).
- Центральная группа: 108 орудий, в том числе 76,2-мм пушек — 72, 122-мм гаубиц — 24, 152-мм гаубиц — 12.
- Южная группа: 290 орудий, в том числе 76,2-мм пушек — 174, 122-мм гаубиц — 44, 107-мм пушек обр. 1877 г. — 12, 107-мм пушек обр. 1910 г. — 8 (в т.ч. 2 неисправные), 152-мм пушек в 120 пуд. — 24, 152-мм гаубиц — 28.
2-й армии противостояла германская 10-я армия (генерал пехоты Герман фон Эйхгорн; 31-я, 42-я и 115-я пехотные, 75-я резервная, 10-я ландверная дивизии, 3-я, 9-я и Баварская кавалерийские дивизии, 9-я ландверная бригада). Общая численность — 73 775 штыков, 8200 сабель, 144 тяжёлых орудия, 576 лёгких орудий.

### Участок Западного и Северного фронтов
Помимо 2-й армии Западного фронта в операции принимала участие ударная группировка 5-й армии из трех армейских корпусов. Вспомогательные удары наносились силами не менее одного корпуса. В общей сложности к проведению операции привлекалось 17 корпусов, насчитывавших до 600 тыс. чел.
Общую численность германских войск установить трудно. На сайте Министерства обороны указывают, что «российским войскам противостояла группировка противника численностью ок. 500 тыс. чел. – более 6 корпусов, входивших в состав германских 8-й (генерал от инфантерии О. фон Белов) и 10-й (генерал-полковник Г. фон Эйхгорн) армий». В то же время А. М. Зайончковский пишет: «Относительно количества германских войск определенно сказать затруднительно. Мозер определяет число их на Русском фронте в 500 000, Фалькенгайн — в 600 000». То есть, 500—600 тыс. чел. это общая численность германских войск на Восточном фронте. Понятно, что в Нарочских боях участвовала только часть этих войск.
По данным русской Ставки соотношение выглядело так:
|          | Северный фронт                 | Западный фронт                 | Всего                          |
| -------- | ------------------------------ | ------------------------------ | ------------------------------ |
| Германцы | 139 300 штыков и 19 200 сабель | 336 200 штыков и 21 600 сабель | 475 500 штыков и 40 800 сабель |
| Русские  | 266 132 штыков и 32 629 сабель | 642 745 штыков и 65 137 сабель | 908 877 штыков и 97 766 сабель |

## Ход сражения
16 марта генерал Алексеев отдал директиву о переходе в наступление.
5 (18) марта после артиллерийской подготовки ударные группы 2-й армии Западного фронта перешли в наступление. Часть войск преодолела главную оборонительную позицию противника и продвинулась на глубину 2-4 км, однако немцы сосредоточили основные усилия на удержании второй (тыловой) позиции. Прорвать её с ходу не удалось, поскольку артиллерия из-за сильной весенней распутицы отстала от боевых порядков войск и к тому же испытывала острую нехватку боеприпасов. В итоге наступающая пехота оказалась под сосредоточенным огнем германской артиллерии и пулемётов и вынуждена была уже в первый день залечь перед проволочными заграждениями противника.
Наступление в последующие дни хотя и приносило на отдельных направлениях тактические успехи (максимальная глубина продвижения частей 2-й армии в ходе операции составила 9 км), но в целом было также безрезультатно и сопровождалось большими потерями. Между тем германское командование срочно перебросило к участкам прорыва резервы, а также войска, снятые с неатакованных участков фронта, и нанесло ряд контрударов по вклинившимся в его оборону русским войскам. С тяжелыми боями последние вернулись в исходное положение.
8 (21) марта в районе озера Нарочь войска генерала Балуева впервые в истории Русской армии применили химическую атаку. Огонь удушающими снарядами вёлся по окопам противника, ядовитыми — по тылам. Всего по германским окопам было выпущено около 10000 снарядов с отравляющими веществами, но результативность стрельбы оказалась низкой.
Нарочское наступление продолжалось двенадцать дней. 29 марта генерал Алексеев отдал директиву «временно приостановить выполнение операции в намеченных ранее размерах до улучшения местных условий». А 17 (30) марта А. Е. Эверт издал приказ «1-й и 2-й армиям прекратить наступление, прочно утвердиться в занимаемом положении… а на участке между озёрами Нарочь и Вишневское продолжать начатую операцию». Однако продолжения так и не последовало: бои на Нарочи прекратились по всему фронту ввиду крайней истощенности войск, больших потерь и тяжелейших погодных условий.
Начавшееся 6 (19) марта наступление 5-й армии Северного фронта из-за его плохой организации и недостатков в управлении, а также отсутствия связи в целом успеха также не имело и почти сразу же было прекращено.

## Героизм русских войск
В ходе Нарочской операции совершила свой подвиг 17-летняя Евгения Воронцова, доброволец 3-го Сибирского стрелкового полка. В журнале боевых действий 1-й Сибирской дивизии было записано:
"Воронцовой было всего 17 лет. Принимая во внимание ее молодость, ее зачислили в команду связи, но в день атаки она категорически заявила, чтo желает принять участие в атаке, и отправилась в 5-ю роту. Под сильным перекрестным огнем, пулеметным и ружейным, вместе со стрелками она достигла проволочных заграждений. Идя с винтовкой в руках, не обращая внимания на град пуль, сыпавшихся на наступающих со стороны противника, она своим спокойствием заражала всех окружающих. У проволочных заграждений атакующие цепи приостановились. Воронцова первая нашла проход на разрушенном участке проволочных заграждений противника и с криком: «Братцы, вперёд!» — устремилась к германским окопам. Многие последовали её примеру. Но через несколько шагов юная героиня пала мёртвой, сражённая вражеской пулей".
Георгиевским крестом 4 ст. № 559967 была награждена за участие в Нарочской операции Екатерина Федоровна Епачинцева. Из описания её подвига: «26 Сибирский стр. полк, 1 рота, стрелок, доброволец. Награждена 28.03.1916 от Имени Государя Императора, Его Императорским Высочеством Великим Князем Георгием Михайловичем за то, что 13.03.1916, при наступлении на сопку „Фердинандов нос“ у оз. Нарочь, занятую противником, несмотря на убийственный артиллерийский и ружейный огонь противника, самоотверженно бросилась на окопы, ободряя и увлекая за собой своих товарищей, причём в разгаре боя сбила стрелявшего неприятельского пулемётчика и тем прекратила губительный огонь пулемёта, содействуя этим быстрому занятию важной позиции для дальнейшего наступления. Награждена под именем стрелка Бориса Фёдоровича Борисова».

## Потери
«Немецкие источники (Рейхсархив т. 10, стр. 428—432) скрывают свои потери. Расценивая, например, потери группы Плешкова в наступлении 18 марта в 4000 человек, немцы свои потери определяют всего в 200 человек. Явная нелепица, потому что день 18 марта по потерям был самый значительный для обеих сторон. Если этот день по потерям немцев определить в 200 человек на их левом фланге и примерно такой же цифрой на правом, то, кругло считая, за всю операцию немцы должны были потерять (400—500 х 10) от 4000 до 5000 человек, между тем в их источниках указывается общая цифра потерь за всю операцию 20 000 человек.
Потери русских за всю операцию они исчисляют в 110 000, между тем точный подсчет их даёт цифру 78 000. Анализ указанных двух цифр (20 000 и 110 000), одной заведомо преуменьшенной, а другой столь же преувеличенной, дает основание полагать, что потери немцев могли достигать цифры 30 000 — 40 000 человек, отсюда и такое стягивание на этот участок фронта немецких резервов»— Подорожный Н. Е. Нарочская операция в марте 1916 г. — М., 1938. — С. 153. Архивная копия от 3 сентября 2014 на Wayback Machine
В свою очередь, Джон Киган написал следующее: «К 31 марта, когда наступление закончилось; потери русских составили 100 тысяч человек, включая 12 тысяч умерших от переохлаждения из-за суровой погоды конца зимы».
Керсновский А. А. оценивает русские потери Нарочи в 20 тысяч убитыми, 65 тысяч ранеными и 5 тысяч пропавшими без вести.
Наиболее точные цифры потерь русских — 1018 офицеров и 77 427 нижних чинов убитыми и ранеными (из них 12 тысяч обмороженных и замерзших).
|                             | Офицеров | Солдат | В % к составу на 18 марта |
| --------------------------- | -------- | ------ | ------------------------- |
| В группе генерала Плешкова  | 582      | 47 869 | 52,1                      |
| В группе генерала Балуева   | 423      | 28 627 | 30,4                      |
| В группе генерала Сирелиуса | 13       | 859    | 1,2                       |
| Всего во 2-й армии          | 1018     | 77 427 | 30,3                      |

Потери в Нарочской операции по меркам Первой мировой войны были очень значительными. Так, за все Июньское наступление 1917 г. на всех фронтах русская армия потеряла 58 329 офицеров и солдат убитыми, ранеными и пленными, а за всю Кавказскую кампанию 1914-17 гг. — 22 тысячи убитыми и 71 тысячу ранеными.
Велики были и потери германской стороны. В начале XX века для обороняющейся стороны нормой считались потери 1:4, то есть в теории немцы должны были потерять примерно 20 тысяч человек. Именно такую цифру и дают немецкие источники[какие?].

## Итоги

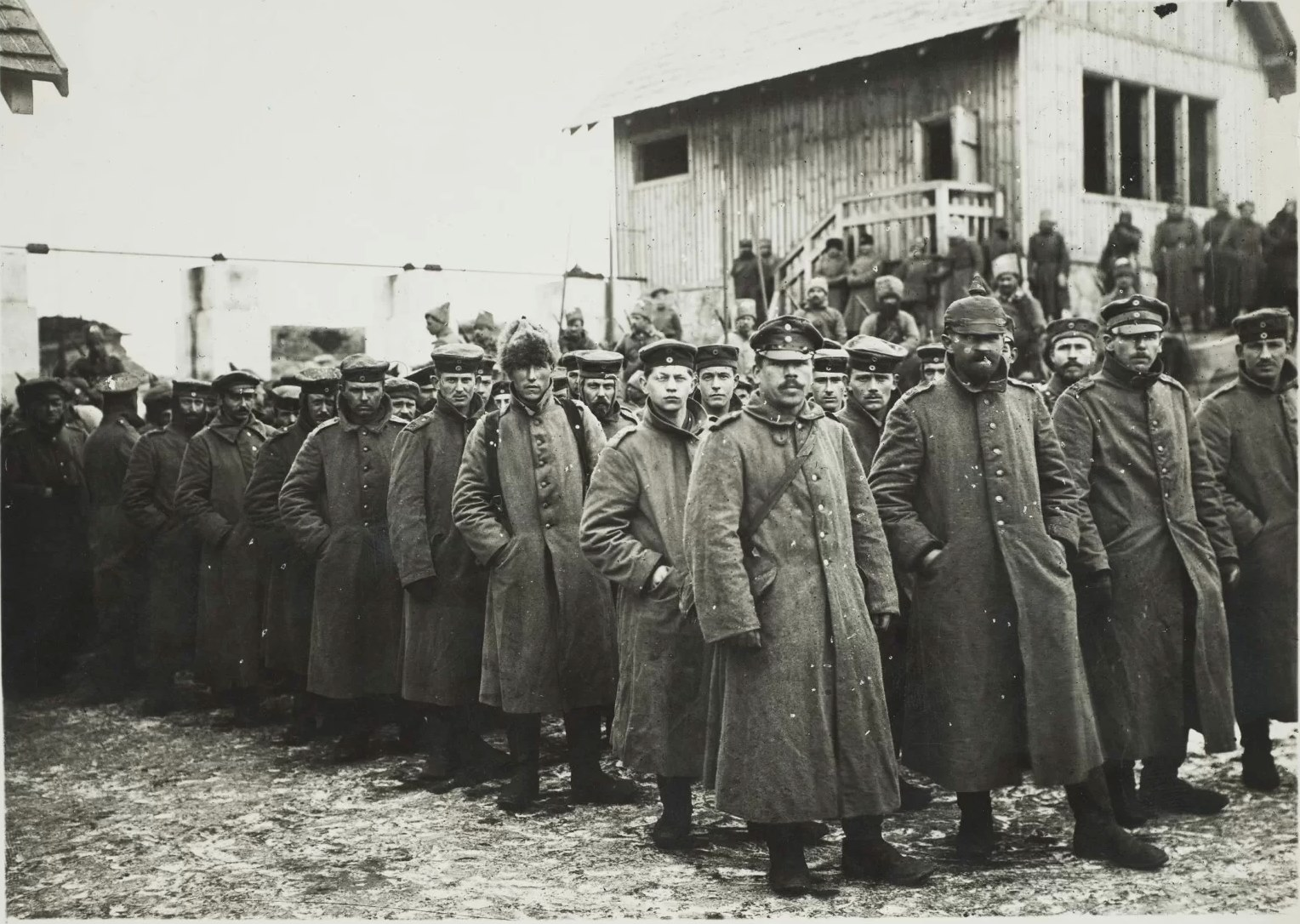
Немецкие военнопленные, взятые в боях у озера Нарочь в марте 1916 г.

Наступление северной ударной группы генерала Плешкова оказалось неудачным. Южной группе генерала Балуева удалось прорвать линию обороны немцев на участке озера Нароч, захватить две полосы укреплений и продвинуться на пару километров. При этом было захвачено некоторое количество пленных и военных трофеев.
Газета «Русское слово» (Суббота. — 12 (25) марта 1916 года) сообщила про количество пленных и трофеи следующее:
Между озёрами Нарочем и Вишневским бой продолжается. Наши войска выбили противника из рощ в районе Близника и Мокрицы, сильно укреплённых и затянутых проволокой. По дополнительным сведениям, в боях 5—8-го марта нашими войсками взяты в плен: в районе северо-западнее Поставов — 2 офицера и 180 нижних чинов германцев, в районе озера Нароча — 18 офицеров и 1255 нижних чинов германцев. Кроме того, нами захвачены 18 пулемётов, 26 полевых бомбомётов, 10 ручных бомбомётов, 2 миномёта, 15-сантиметровая мортира, 4 прожектора, 637 винтовок, 1 ящик с бомбами, 300 ручных гранат и 12 подвод со снаряжением и боевыми припасами.
Наступление Западного фронта вынудило германское командование, решившее, что русские начали генеральное наступление и вот-вот прорвут немецкую оборону, на две недели прекратить атаки на Верден. «Немцы ошиблись в ожидаемом ими ослаблении боеспособности русской армии и не решились уменьшить свои войска на русском фронте, чтобы часть их перебросить на французский фронт», — пишет Е. З. Барсуков в своём труде «Артиллерия русской армии (1900—1917)».

Кроме того, германское командование вынуждено было усилить германскую часть Восточного фронта четырьмя дивизиями за счёт австро-германского фронта в Галиции. По воле обстоятельств эта операция стала отвлекающей: летом немецкое командование ожидало основной удар на своем фронте, а русское провело так называемый «Брусиловский прорыв» на Австрийском фронте, что принесло успех, и поставило Австро-Венгрию на грань военного поражения.
«Нужен был такой удар, какой русская армия получила у озера Нарочь, чтобы стряхнуть с себя беспечность и неповоротливость в руководстве войсками и к новой Брусиловской операции прорыва под Луцком подготовиться более осмотрительно, осторожно, а главное, вдумчиво, используя опыт предыдущих наступательных операций. И результат, как мы знаем, получился совершенно иной. Укреплённый фронт противника был прорван, и на долю войск Юго-западного фронта выпал большой и вполне заслуженный успех», — заключил Н. Е. Подорожный.
Нарочское сражение стало второй (после попытки наступления 7-й и 9-й армий Юго-Западного фронта на р. Стрыпе в декабре 1915 — январе 1916 гг.) наступательной операцией русских войск после Великого отступления 1915 года. Его опыт был использован А. А. Брусиловым при планировании наступления Юго-Западного фронта 1916 года. Русские войска проявили массовый героизм, мужество и воинскую доблесть.
Вместе с тем, нельзя не отметить многочисленные ошибки русского командования, допущенные им при планировании и осуществлении операции. Вместо вполне возможного разгрома противника, русская 2-я армия понесла тяжёлое, не вызываемое обстановкой поражение. Вся операция обернулась полным провалом, поскольку она подорвала боевой дух русских войск, почти не оказав помощи французам, и стала ярким примером использования широко известного метода ведения войны времен Первой мировой войны — нападения «человеческой волной».

## Память
21 января 1917 года на основе приказа начальника штаба ВГ № 138 был сформирован новый полк русской императорской армии — 603-й пехотный Нарочский, который входил в состав 151-й пехотной дивизии четвёртой очереди. Почётное название «Нарочский» получил 14 марта 1917 года.
В настоящее время Нарочской операции посвящена экспозиция в Поставском историко-краеведческом музее. Местными энтузиастами восстановлено множество воинских захоронений времён Первой мировой войны.
В честь 100-летия Нарочского сражения прошла международная научная конференция (Минск — Поставы — Нарочь).
Про Нарочскую операцию рассказывается в романе французского писателя Реми Браунайзена.

## Участники операции

### Командный состав
- Балуев, Пётр Семёнович
- Джунковский, Владимир Фёдорович
- Лебедев, Дмитрий Капитонович
- Филимонов, Николай Григорьевич

### Командиры полков
- Алексеев, Николай Николаевич
- Бирюков, Евгений Павлович
- Буров, Пётр Никитич
- Вагин, Евгений Евграфович
- Верман, Леонид Ильич
- Григорьев, Николай Николаевич
- Логофет, Дмитрий Николаевич
- Пацевич, Михаил Григорьевич
- Разгильдеев, Вадим Петрович
- Сокира-Яхонтов, Виктор Николаевич
- Стабровский, Иосиф Иосифович
- Томилин, Сергей Валерианович
- Чеглов, Михаил Петрович
- Штубендорф, Алексей Оттович
- Ястржембский, Антон Викторович

### Офицеры
- Белоусович, Николай Иванович
- Болбочан, Пётр Фёдорович
- Брежнев, Владимир Иосифович
- Мироновский, Алексей Карпович
- Рихтер, Владимир Гвидович
- Щепетильников, Михаил Павлович

### Нижние чины
- Арменков, Михаил Флегонтович
- Бочкарёва, Мария Леонтьевна
- Иванов, Пётр Самсонович

## Прочие материалы
- Барсуков Е. З. Артиллерия русской армии. Операция в районе озера Нароч
- Богданов В. «Бдительность часового была обманута крепкими немецкими ругательствами» // Салідарнасць. — 28 февраля 2016 г.
- Богданов В. Пленные русские казаки в Кобыльнике // Салідарнасць. — 28 февраля 2016 г.
- Подорожный Н. Е. Нарочская операция в марте 1916 г. — М., 1938.
- Преврацкий В. «Кровавый потоп» на берегах Нарочи. — (История боёв в Нарочанском регионе в 1916 году)
- Генадзь Малышаў. Нарачанскае рэха Вердэна
- Генадзь Малышаў. Вайна на хвалях Нарачы. Новае пра Нарачанскую аперацыю
- Барткова М. На Мядзельшчыне будаваў масты Янка Купала! // Нарачанская зара. — 29 красавіка 2016 г.
- Высоцкі А. Новыя кнігі ды факты і залпы ў памяць пра загінулых. Прайшла канферэнцыя да 100-годдзя Нарачанскай аперацыі // Рэгіянальная газета. Rg.by (Вілейка). — 19 сакавіка 2016 г.
- Лісіцкая Н. Альбом Іосіфа Стаброўскага // Нарачанская зара. — 11 сакавіка 2016 г.
- Лісіцкая Н. Тры бітвы на Нарачы // Нарачанская зара. — 11 сакавіка 2016 г.
- Лубнеўскі І., Лісіцкая Н. Падзеям 100-гадовай даўнасці прысвячаецца // Нарачанская зара. — 24 сакавіка 2016 г.
- История во имя мира // Во славу Родины. Белорусская военная газета. — № 59. — 2 апреля 2016 г.
- О героях былых времён // Во славу Родины. Белорусская военная газета. — № 62. — 7 апреля 2016 г.
- Олейников А. В. Так была ли «провальной» Нарочская операция 1916 года? // Битва Гвардий
- Олейников А. В. Нарочская битва 1916 г. // Битва Гвардий